# Серакув (Малопольське воєводство)
Серакув (пол. Sieraków) — село в Польщі, у гміні Добчиці Мисленицького повіту Малопольського воєводства.
Населення — 852 особи (2011).
У 1975-1998 роках село належало до Краківського воєводства.

## Демографія
Демографічна структура станом на 31 березня 2011 року:
|          | Загалом | Допрацездатний вік | Працездатний вік | Постпрацездатний вік |
| -------- | ------- | ------------------ | ---------------- | -------------------- |
| Чоловіки | 415     | 92                 | 277              | 46                   |
| Жінки    | 437     | 101                | 259              | 77                   |
| Разом    | 852     | 193                | 536              | 123                  |